# 新沂站
新沂站是位于中华人民共和国江苏省新沂市新安街道的一个铁路车站，有陇海铁路和新长铁路经过，邮政编码221400。车站隶属上海铁路局徐州车务段，现办理客货运业务，是二等站。车站及其陇海线上下行区间已电气化，站场规模2台9线，另设有通往晋煤恒盛化工的专用线。